# Füllstand
Unter dem Begriff Füllstand (auch Standhöhe genannt) versteht man die Höhe der Füllung in einem Behälter. Die Füllung ist eine Flüssigkeit oder Schüttgut.
Der Füllstand kann, je nach Behälter und Füllmaterial, mittels verschiedener Messmethoden durch eine Füllstandmessung bestimmt und entsprechend der Erfordernisse durch eine Anzeige dargestellt werden.
Der verbleibende Freiraum zwischen Füllstand und Behälterdecke wird auch als Ullage bezeichnet.

## Quelle
- Ellen Amberger: Füllstandmeßtechnik: Grundlagen und Anwendungsbeispiele, Verlag Moderne Industrie, 1999, ISBN 3-478930-14-6
- Publikation Prozessindustrie: Füllstand